# Mensaje

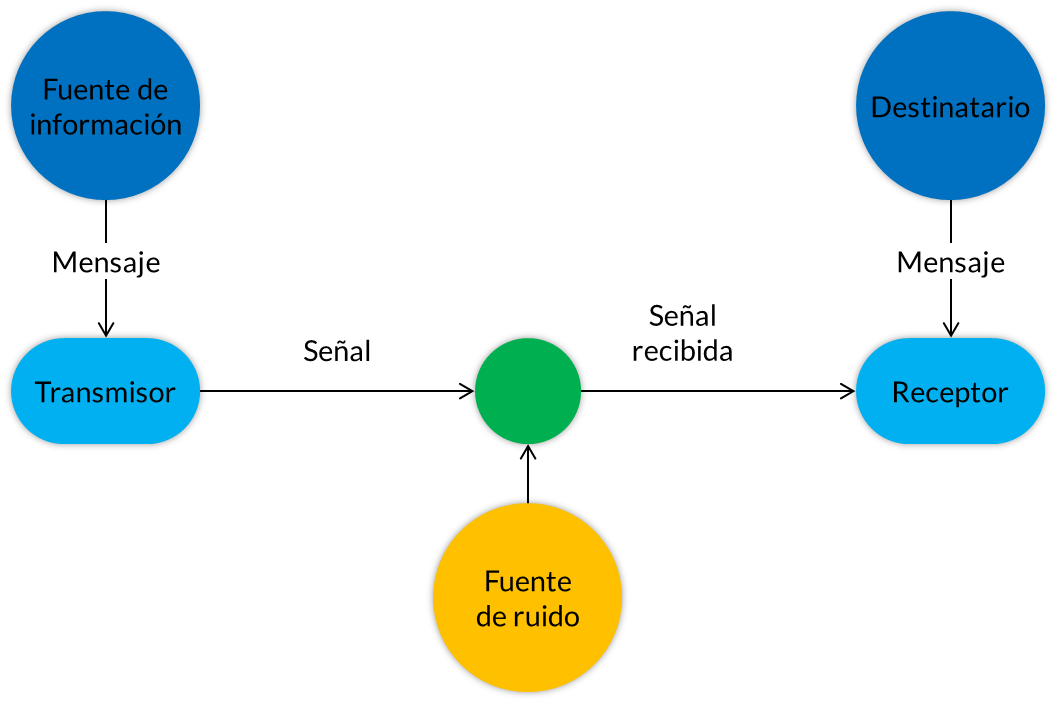
Esquema simplificado de los factores de la comunicación ideado por Claude Shannon en su teoría de la información.

El mensaje es, en el sentido más general, el objeto de la comunicación. Está definido como la información o enunciado verbal que el emisor envía al receptor a través de un canal de comunicación o medio de comunicación determinado (por ejemplo, el habla o la escritura). Sin embargo, el término también se aplica, dependiendo del contexto, a la presentación de dicha información; es decir, a los símbolos utilizados para transmitir el mensaje. Cualquiera que sea el caso, el mensaje es una parte fundamental en el proceso del intercambio de información. 
Siguiendo las funciones del lenguaje, el mensaje cumple con la función poética o estética, donde es destacado el mensaje por procedimientos lingüísticos; por ejemplo Caminante, no hay camino....

## Definición común
- En redacción, un texto breve que, en lenguaje simple, transmita información a una persona que se encuentra ausente al momento de redactarlo.
- Cualquier pensamiento o idea expresado brevemente, y preparado para su transmisión por cualquier medio de comunicación.
- Una cantidad arbitraria de información cuyo inicio y final están definidos o son identificables.
- Información de registro, un flujo de datos expresado en notación ordinaria o críptica y preparado en un formato específico para su transmisión por cualquier medio de telecomunicaciones.
- Se denomina mensaje electrónico (o carta electrónica) a aquel que hace uso del correo electrónico. Es el equivalente electrónico a la carta tradicional, manuscrita o impresa normalmente en papel y que viaja físicamente por correo.
- Hoy en día también se utiliza el término mensajería instantánea  todos los sistemas de telecomunicaciones que permiten enviar mensajes escritos de manera inmediata a usuarios conectados a una red que proporciona este servicio.

## Formas del lenguaje
- Intención comunicativa informativa: Noticias periodísticas, textos científicos, textos humanísticos, etc.[1]
- Intención comunicativa preceptiva: textos judiciales, textos administrativos, etc.[1]
- Intención comunicativa persuasiva: textos propagandísticos, Textos publicitarios, textos ensayísticos, etc.[1]
- Intención comunicativa estética: textos literarios: textos líricos, textos narrativos, textos dramáticos, etc.[1]